# Tingley Coliseum
Tingley Coliseum är en inomhusarena i den amerikanska staden Albuquerque i New Mexico och har en publikkapacitet på 11 571 åskådare. Den invigdes 1957 och fick sitt namn från Clyde Tingley, som hade varit New Mexicos guvernör och ansvarig för att arenan byggdes.
Ishockeylagen Albuquerque Six-Guns och New Mexico Scorpions spelade sina hemmamatcher i Tingley Coliseum.
Arenan primärt används för rodeo, hästtävlingar och konserter och stått som värd för artister som AC/DC, Aerosmith, Garth Brooks, James Brown, Eric Clapton, Bob Dylan, Janet Jackson, Jay-Z, Elton John, Kiss, Metallica, Willie Nelson, Ozzy Osbourne, Pearl Jam, Elvis Presley, Red Hot Chili Peppers, Tina Turner och Neil Young.